# Lachnum albidoroseum
Lachnum albidoroseum är en svampart som tillhör divisionen sporsäcksvampar, och som först beskrevs av Rehm, och fick sitt nu gällande namn av John Axel Nannfeldt. Lachnum albidoroseum ingår i släktet Lachnum, och familjen Hyaloscyphaceae. Arten är reproducerande i Sverige.